# The Last Trail (film 1927)
The Last Trail è un film muto del 1927 diretto da Lewis Seiler. La sceneggiatura si basa suThe Last Trail di Zane Grey, pubblicato a New York nel 1909.

## Trama
Per ringraziare Tom Dane che li ha salvati da un attacco indiano, Joe Pascal e sua moglie chiamano Tom il loro primo figlioletto. Dane, dopo qualche tempo, interverrà ancora in aiuto di Pascal che, diventato sceriffo di Carson City, resta mortalmente ferito in uno scontro a fuoco con dei banditi. All'amico morente, Tom promette che si prenderà lui cura del piccolo Tom.
A cercare di mettere ordine nella città in preda alle lotte intestine per accaparrarsi il potere, arriva un agente della U.S. Express, che suggerisce di organizzare una gara tra diligenze per decidere chi deve avere il contratto con il governo. Kurt Morley, il capo dei banditi, fa iscrivere i suoi uomini come concorrenti. Ma Tom, che è innamorato della figlia di Jasper Carrol, il vecchio appaltatore, partecipa anche lui al posto di Carrol. La gara si rivelerà un vero percorso di guerra. Nonostante gli ostacoli, Tom riesce a vincere. Poi, insegue i fuorilegge che stanno cercando di fuggire portandosi via la ragazza e l'oro.

## Produzione
Il film fu prodotto dalla Fox Film Corporation.

## Distribuzione
Il copyright del film, richiesto dalla Fox Film Corp., fu registrato il 16 gennaio 1927 con il numero LP23571.
Distribuito dalla Fox Film Corporation, il film uscì nelle sale cinematografiche USA il 23 gennaio 1927 dopo essere stato presentato in prima a New York il 21 gennaio. In Francia, fu distribuito il 10 giugno 1927; in Argentina, il 6 febbraio 1928; in Finlandia, il 26 agosto 1929; in Danimarca, il 30 dicembre 1929.
Copie complete della pellicola si trovano conservate negli archivi della Cinémathèque Royale de Belgique di Bruxelles, del Museum Of Modern Art di New York, del George Eastman House di Rochester.